# Zbigniew Robert Promiński
Zbigniew Promiński, poznat i kao pod umjetničkim imenom Inferno (Tczew, Poljska, 30. prosinca 1978.),  poljski je ekstremni metal glazbenik i bubnjar. Najpoznatiji je kao bubnjar poljskog ekstremnog metal sastava Behemoth kojemu se pridružio 1997. Osim u Behemothu Inferno je bio bubnjar i u skupinama Christ Agony, Damnation, Delirium i Deus Mortem. Trenutačno je bubnjar i u sastavima Azarath, Terrestrial Hospice i Witchmaster.

## Diskografija

### Behemoth (1997. – 1999., 2000. – danas)
- Pandemonic Incantations (1998.)
- Satanica (1999.)
- Thelema.6 (2000.)
- Zos Kia Cultus (Here and Beyond) (2002.)
- Demigod (2004.)
- The Apostasy (2007.)
- Evangelion (2009.)
- The Satanist (2014.)
- I Loved You at Your Darkest (2018.)

### Azarath (1998. – danas)
- Demon Seed (2001.)
- Infernal Blasting (2003.)
- Diabolic Impious Evil (2006.)
- Praise the Beast (2009.)
- Blasphemers' Maledictions (2011.)
- In Extremis (2017.)
- Saint Desecration (2020.)

### Witchmaster (2000. – 2006., 2013. – danas)
- Masochistic Devil Worship (2002.)
- Witchmaster (2004.)
- Antichristus ex Utero (2014.)

### Terrestial Hospice
- Indian Summer Brought Mushroom Clouds (2020.)

### Christ Agony (2011.)
- Nocturn (2011.)

### Damnation (1995. – 1997.)
- Rebel Souls (1996.)

### Deus Mortem
- Emanations of the Black Light (2013.)